# Ketoprofeno
El ketoprofeno es un fármaco antiinflamatorio no esteroideo. Con una potente actividad analgésica.
Sirve para el tratamiento de enfermedades reumáticas, traumatologías y procesos inflamatorios en general. En humanos puede administrarse vía oral (50 o 200 mg) o parenteral (100 mg intramuscular y endovenoso). El ketoprofeno es un derivado del ácido fenil-propanoico.

## Información farmacológica

### Acción terapéutica
Antiinflamatorio, antirreumático y analgésico.

### Indicaciones
Artritis reumatoidea, osteoartritis, dolor leve a moderado y dismenorrea.

### Propiedades
El ketoprofeno es un analgésico antiinflamatorio no esteroide derivado del ácido propanoico relacionado con el ibuprofeno, el naproxeno y el ácido tiaprofénico. Inhibe la actividad de la enzima ciclooxigenasa para provocar una disminución de la formación de precursores de las prostaglandinas y de los tromboxanos a partir del ácido araquidónico.[cita requerida]

### Eficacia
Una revisión sistemática indicó que la eficacia del ketoprofeno administrado oralmente para aliviar el dolor moderado a severo y el mejoramiento del estado funcional y la condición general fue significativamente mejor que la del ibuprofeno o diclofenaco.
Una revisión sistemática de 2017, efectuada por Cochrane, que investigó ketoprofeno en una dosis única oral en el dolor postoperatorio agudo, moderado a severo, concluyó que su eficacia es equivalente al de drogas tales como el ibuprofeno y diclofenaco.
Sin embargo se recomienda consultar Vademécum actualizados, ya que en algunos países está contraindicado en cirugías para tratamiento del dolor perioperatorio, durante el embarazo y la lactancia. Debe utilizarse con precaución en pacientes ancianos.
Hay evidencia para el ketoprofeno tópico para la osteoartritis pero no para otros dolores musculoesqueléticos crónicos.

### Posología
Adultos: 75 mg 3 veces al día o 50 mg 4 veces al día, con ajustes posteriores de acuerdo a la respuesta del paciente. Como antidismenorreico: 50 mg cada 6 a 8 horas. Dosis máxima para adultos: 300 mg al día en 3 a 4 tomas.

### Contraindicaciones
Anemia, asma, función cardíaca comprometida, hipertensión, disfunción hepática, úlcera péptica, disfunción renal. Contraindicado en casos de hipersensibilidad al ketoprofeno o a cualquier AINE, en pacientes con eventos trombóticos, con úlceras gastrointestinales, en el tratamiento del dolor perioperatorio, durante el embarazo y la lactancia. Debe utilizarse con precaución en pacientes ancianos.

### Precauciones
El alcohol y el uso de otros AINE puede aumentar efectos secundarios gastrointestinales tales como náuseas, irritación gastrointestinal, constipación. El uso de paracetamol en forma simultánea puede aumentar el riesgo de efectos renales adversos. Se recomienda precaución con el uso de nifedipina o verapamilo porque el ketoprofeno puede aumentar las concentraciones plasmáticas de una u otra droga.
En octubre de 2020, la Administración de Medicamentos y Alimentos de los Estados Unidos (FDA) estipuló la obligación de que la etiqueta del medicamento se actualizara para todos los medicamentos antiinflamatorios no esteroides, a fin de describir el riesgo de problemas renales en los bebés por nacer que generan un nivel bajo de líquido amniótico. Recomiendan evitar los AINE en mujeres embarazadas a las 20 semanas o más tarde del embarazo.